# 2 Pułk Przedniej Straży Buławy Wielkiej Litewskiej

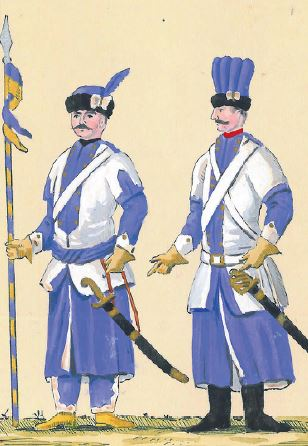
Ułan i pocztowy 2 pułku PS

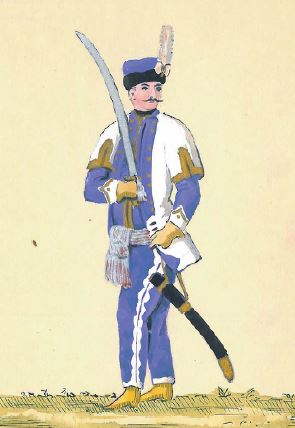
Oficer 2 pułku PS

2 Pułk Przedniej Straży Buławy Wielkiej Litewskiej – oddział jazdy armii Wielkiego Księstwa Litewskiego wojska I Rzeczypospolitej.

## Formowanie i zmiany organizacyjne
Sformowany w 1776 z chorągwi lekkich.  W 1776 roku liczył etatowo 150 żołnierzy. Początkowo pułk składał się z pięciu chorągwi w etatowej obsadzie 150 ludzi każda. 

Lustracja dokonana w 1776 roku opisana została następująco:

Iten pułk wrównym utrzymuje się nieporządku. Płace ieszcze mniejszą ma od Pierwszego, a przy Sztabie nad liczbę koni 16 nigdy więcej nie znajduje się. Konsystencja w Eyszyszkach dobra, ale za szczupła. Dodania więc sobie Jednego lub dwóch Starostw przyległych na rozszerzenie Kwater swych żąda.

Stan faktyczny według „raty marcowej” z 1777 roku wynosił 150 żołnierzy. Pułk składał się ze sztabu i pięciu chorągwi: pułkownika, rtm. J. Micutty, rtm. K. Ciechanowieckiego, rtm. M. Abramowicza, rtm. S. Sągajłły.
Reformy sejmu czteroletniego przewidywały w 1789 przyrost liczebności wojsk do armii 100 tysięcznej. Nieco później zmniejszono jej etat do 65 tysięcy. Liczebność pułku została podniesiona początkowo do 514, a później do 612 osób i ten stan przetrwał do wybuchu powstania kościuszkowskiego.
Przy zachowaniu etatu z 1776, nowy zaciąg dla jednostki przewidywał 340 ludzi, co razem miało stanowić 490 żołnierzy w służbie.

## Walki pułku
Jego żołnierze walczyli m.in. pod Pragą 4 listopada 1794.

## Stanowiska
- Borysów,
- Mozyr (1789),
- Mariampol (1790),
- Wiłkomierz, Onikszty (październik 1792)[5].

## Żołnierze pułku
Etatową obsadę oficerską normował etat stutysięczny wojska, według którego w  pułku powinni się znajdować: pułkownik, podpułkownik, dwóch majorów, kwatermistrz, audytor, dwóch adiutantów, czterech rotmistrzów z chorągwiami, czterech rotmistrzów sztabowych, ośmiu poruczników, ośmiu chorążych. W korpusie oficerskim 44% było Tatarami.
Szefowie pułku:
- Michał K. Ogiński (1768-1793)
- Szymon M. Kossakowski (1793-1794

Pułkownicy:
- Michał Hołyński (1775-1778)
- Józef Jeleński (1778-1793)
- Augustyn Kadłubiski (1793-)[5].